# Machilus cavaleriei
Machilus cavaleriei är en lagerväxtart som beskrevs av H. Lév.. Machilus cavaleriei ingår i släktet Machilus och familjen lagerväxter. Inga underarter finns listade i Catalogue of Life.